# 고홍석
고홍석은 대한민국의 가수다. 2020년 <오직 주님 한분만 고홍석 디지털 싱글 1집 (Prod.by 백승권)>으로 데뷔했다.

## 방송
- 히든싱어 1 (2013) - 성시경 편 5위

## 음반
- 오직 주님 한분만 고홍석 디지털 싱글 1집 (Prod.by 백승권) (2020)